# 淀野隆三

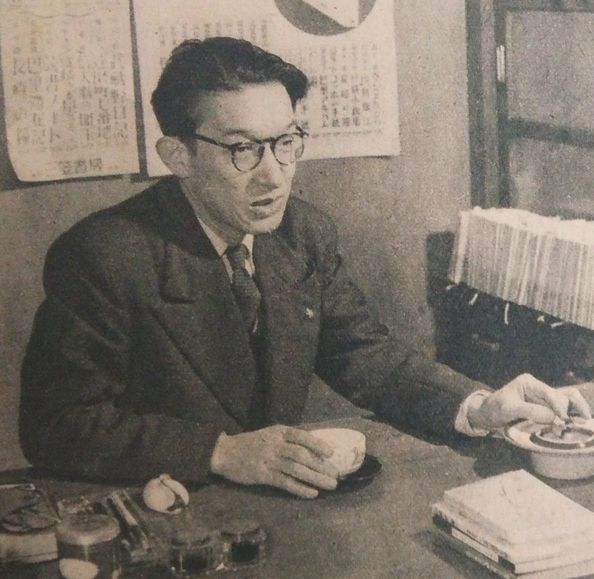
1952年

淀野 隆三（よどの りゅうぞう、1904年〈明治37年〉4月16日 - 1967年〈昭和42年〉7月7日）は、日本の文芸評論家。フランス文学者。

## 生涯
京都府紀伊郡伏見町（現・京都市伏見区）生まれ。本名・三吉。淀野家は伏見過書町で手広く鉄工所を営んでいた。京都府立京都第二中学校（現・京都府立鳥羽高等学校）を卒業後、1922年に第三高等学校（現・京都大学 総合人間学部）文科甲類に入学。野球部に入り、一高三高戦で三塁手として活躍した。三高劇研究会に所属し、卒業した先輩の梶井基次郎、中谷孝雄、外村茂と知り合う。
1925年、三高卒業後に東京帝国大学文学部仏文科に入学。前年に同校に進んでいた梶井基次郎、中谷孝雄、外村茂の創刊した同人誌『青空』の6月号・通巻4号から同人参加した。息子が法学部を専攻することを望んでいた父親は文学者になることに大反対し、上京前に口論していた。
1927年2月、 伊豆湯ヶ島に転地療養していた梶井を見舞いに行った。その時、淀野は三高時代から付き合っていた芸妓・政子も伴っていた。淀野の両親は政子との結婚を反対していた。淀野は梶井を通じて川端康成と知り合い、以降長く親交を持つようになる。
1928年に東京帝国大学卒。同年3月25日には、政子との間に長女・華子が誕生した。名付け親は三高時代からの友人・三好達治であった。淀野はマルセル・プルースト『失われた時を求めて』の部分訳をして作家を志し、法政大学で講師をしつつ文筆活動を送る。一時期にはプロレタリア文学運動にも傾倒するが、梶井基次郎がそれを止めるように助言し、淀野がプルーストの専門家になることを望んだ。
梶井基次郎の死後は、中谷孝雄とともに、梶井の全集編纂を行った。その後、家業の「淀野商店」（鉄材、鉄器具）を継ぐため京都市伏見区両替町4丁目-290番地に帰郷した。
戦後、佐藤正彰の世話で1952年に明治大学文学部教授となった。川端康成は京都に行くと淀野の家に立ち寄り、淀野も鎌倉の川端家を訪問するなど、家族ぐるみの付き合いとなった。川端は淀野の娘・華子を可愛がり、成人した華子は結婚出産後も川端家と交流するようになる。
1963年から1965年まで明治大学人文科研究所所長を務めた。1964年に文学部長となるが病気のため1965年に辞任。癌を患い1967年に63歳で没した。
淀野の息子の淀野隆（華子の弟）は、サンケイ新聞記者となり、1968年の川端康成のノーベル文学賞の授賞式にも同行した。

## 著作

### 編集
- 梶井基次郎『梶井基次郎小説全集』 上巻、作品社、1936年1月。 NCID BA32127683。全国書誌番号:46047272。
- 梶井基次郎『梶井基次郎小説全集』 下巻、作品社、1936年4月。 NCID BA32127683。全国書誌番号:46047272。
- 梶井基次郎『梶井基次郎集』新潮社〈新潮文庫 122〉、1950年11月。 NCID BN10662073。全国書誌番号:51002404。

### 共編
- 梶井基次郎 著、淀野隆三・中谷孝雄 編『梶井基次郎全集』 上巻、六蜂書房、1934年3月。 NCID BA39732099。全国書誌番号:46080711。
- 梶井基次郎 著、淀野隆三・中谷孝雄 編『梶井基次郎全集』 下巻、六蜂書房、1934年6月。 NCID BA39732099。全国書誌番号:。

### 翻訳
- マルセル・プルウスト 著、淀野隆三・佐藤正彰 訳『スワン家の方』武蔵野書院〈プルウスト全集 第1巻 失ひし時を索めて〉、1931年7月。 NCID BN13529218。全国書誌番号:46078558。
- ジイド『モンテエニユ論』三笠書房、1934年6月。 NCID BA46091642。全国書誌番号:47032376。
- シヤルル・ルイ・フリップ『フィリップ短篇集 小さき町にて』岩波書店〈岩波文庫〉、1935年10月。 NCID BA42621085。全国書誌番号:47029459。
- アンドレ・ジイド『アンドレ・ジイド日記抄』文圃堂書店、1935年12月。 NCID BN1492652X。全国書誌番号:47033267。
- バルザック「偽りの愛人」『短篇集』河出書房〈バルザック全集 第14巻〉、1935年。 NCID BN13249517。全国書誌番号:47033231。
- アンドレ・ジイド『文学読本』竹村書房、1937年4月。 NCID BA42676495。全国書誌番号:46044411。
- コデルロス・ド・ラクロ『自然の女性について』アテネ書院、1950年9月。 NCID BN13256454。全国書誌番号:50002701。
- バルザック『純愛（ウジェニイ・グランデ）』三笠書房〈三笠文庫 6〉、1951年10月。 NCID BD09733163。全国書誌番号:52000421。
- ギュスタァヴ・フロオベル『ボヴァリイ夫人』三笠書房〈世界映画化名作全集 7〉、1952年。全国書誌番号:52003474。
- フィリップ『ビュビュ・ド・モンパルナス』岩波書店〈岩波文庫〉、1953年2月。 NCID BN00980006。全国書誌番号:53000263。
- フロオベエル『ボヴァリイ夫人』三笠書房、1953年2月。 NCID BN14139387。全国書誌番号:53014347。
- フローベール『ボヴァリー夫人』 上巻、河出書房〈市民文庫〉、1953年12月。 NCID BB01750925。全国書誌番号:54001031。
  - フローベール『ボヴァリー夫人』 下巻、河出書房〈市民文庫〉、1954年1月。 NCID BB01750925。
- バルザック『純愛（ウジェニイ・グランデ）』三笠書房〈若草文庫 6〉、1953年。全国書誌番号:53002198。
- アンドレ・ジイド『狭き門』角川書店〈角川文庫〉、1954年6月。 NCID BB0170699X。全国書誌番号:54010528。
- 『純愛 <ウジェニイ・グランデ>』河出書房〈河出文庫 1004〉、1954年6月。 NCID BA88945008。全国書誌番号:54010529。
- 『ボヴァリー夫人』 上巻、河出書房〈河出文庫〉、1954年12月。 NCID BB01750823。全国書誌番号:55000550。
- アンドレ・スービラン『白衣の人 若き医師の告白』鱒書房、1955年8月。 NCID BN13547504。全国書誌番号:55006861。
- アンドレ・ジイド『背徳者』角川書店〈角川文庫〉、1956年12月。 NCID BN11376295。全国書誌番号:57001309。
- ルナール「にんじん」『少年少女世界文学全集』 28巻、講談社〈フランス編 第4巻〉、1960年2月。 NCID BN12189409。全国書誌番号:45031351。
- フィリップ『朝のコント』岩波書店〈岩波文庫〉、1961年5月。 NCID BN01008058。全国書誌番号:61009469。
- ラファイエット夫人『クレーヴの奥方』角川書店〈角川文庫 2172〉、1962年11月。 NCID BN12007465。全国書誌番号:63001022。
- ジイド「狭き門」『世界名作全集』 12巻、筑摩書房、1960年7月。 NCID BA89699687。全国書誌番号:55005783。

### 共訳
- アンリ・ドラン 著、淀野隆三・高沖陽造 訳『ニイチエとジイド』建設社、1934年12月。 NCID BA34620553。全国書誌番号:47032155。
- アンリ・ドラン 著、淀野隆三・高沖陽造 訳『ニイチエとジイド』建設社、1946年8月。 NCID BN09612384。全国書誌番号:47034216 全国書誌番号:74010881。
- コデルロス・ド・ラクロ 著、淀野隆三・谷長茂 訳『女性論』アテナ書院、1949年9月。 NCID BA85739768。全国書誌番号:49007419。
- マルセル・プルースト 著、淀野隆三・井上究一郎 訳『スワンの恋』 1巻、新潮社〈失われた時を求めて 第1巻〉、1953年。 NCID BN05222297。全国書誌番号:56004873。
- マルセル・プルースト 著、淀野隆三・井上究一郎 訳『スワンの恋』 2巻、新潮社〈失われた時を求めて 第1巻〉、1953年。 NCID BN05222297。全国書誌番号:56004874。